# Lista över fornlämningar i Gnesta kommun (Björnlunda)
Lista över fornlämningar i Gnesta kommun (Björnlunda) är en förteckning av ett urval av de fornlämningar som finns i Björnlunda i Gnesta kommun.
| Namn                                 | Lämningstyp                      | Tillkomsttid | Historisk indelning      | Plats | Läge                 | ID-nr          | Bild                                      |
| ------------------------------------ | -------------------------------- | ------------ | ------------------------ | ----- | -------------------- | -------------- | ----------------------------------------- |
| Björnlunda 2:1                       | Stensättning                     |              | Björnlunda, Södermanland |       | 59.098801, 17.116719 | 10031200020001 | Ladda upp en bild av detta fornminne      |
| Björnlunda 3:1                       | Gravfält                         |              | Björnlunda, Södermanland |       | 59.095349, 17.110359 | 10031200030001 | Ladda upp en bild av detta fornminne      |
| Björnlunda 4:1                       | Gravfält                         |              | Björnlunda, Södermanland |       | 59.093939, 17.112284 | 10031200040001 | Ladda upp en bild av detta fornminne      |
| Björnlunda 7:1                       | Stensättning                     |              | Björnlunda, Södermanland |       | 59.095852, 17.106153 | 10031200070001 | Ladda upp en bild av detta fornminne      |
| Björnlunda 8:1                       | Stensättning                     |              | Björnlunda, Södermanland |       | 59.096150, 17.100505 | 10031200080001 | Ladda upp en bild av detta fornminne      |
| Björnlunda 8:3                       | Stensättning                     |              | Björnlunda, Södermanland |       | 59.096611, 17.100384 | 10031200080003 | Ladda upp en bild av detta fornminne      |
| Sö 3 (Björnlunda 10:1)               | Runristning                      |              | Björnlunda, Södermanland | Venga | 59.090202, 17.119210 | 10031200100001 | Ladda upp en till bild av detta fornminne |
| Björnlunda 11:1                      | Röse                             |              | Björnlunda, Södermanland |       | 59.085330, 17.116483 | 10031200110001 | Ladda upp en bild av detta fornminne      |
| Björnlunda 11:2                      | Röse                             |              | Björnlunda, Södermanland |       | 59.085534, 17.116080 | 10031200110002 | Ladda upp en bild av detta fornminne      |
| Björnlunda 11:3                      | Röse                             |              | Björnlunda, Södermanland |       | 59.085577, 17.115770 | 10031200110003 | Ladda upp en bild av detta fornminne      |
| Björnlunda 11:4                      | Gravhägnad                       |              | Björnlunda, Södermanland |       | 59.085071, 17.115633 | 10031200110004 | Ladda upp en bild av detta fornminne      |
| Björnlunda 13:1                      | Gravfält                         |              | Björnlunda, Södermanland |       | 59.086250, 17.121367 | 10031200130001 | Ladda upp en bild av detta fornminne      |
| Björnlunda 15:1                      | Stensättning                     |              | Björnlunda, Södermanland |       | 59.085161, 17.123938 | 10031200150001 | Ladda upp en bild av detta fornminne      |
| Björnlunda 16:1                      | Stensättning                     |              | Björnlunda, Södermanland |       | 59.084558, 17.127009 | 10031200160001 | Ladda upp en bild av detta fornminne      |
| Björnlunda 17:1                      | Stensättning                     |              | Björnlunda, Södermanland |       | 59.100252, 17.070843 | 10031200170001 | Ladda upp en bild av detta fornminne      |
| Björnlunda 17:2                      | Stensättning                     |              | Björnlunda, Södermanland |       | 59.100492, 17.071703 | 10031200170002 | Ladda upp en bild av detta fornminne      |
| Björnlunda 18:1                      | Stensättning                     |              | Björnlunda, Södermanland |       | 59.101496, 17.072261 | 10031200180001 | Ladda upp en bild av detta fornminne      |
| Björnlunda 18:2                      | Stensättning                     |              | Björnlunda, Södermanland |       | 59.101916, 17.072543 | 10031200180002 | Ladda upp en bild av detta fornminne      |
| Björnlunda 19:1                      | Gravfält                         |              | Björnlunda, Södermanland |       | 59.069545, 17.151310 | 10031200190001 | Ladda upp en bild av detta fornminne      |
| Björnlunda 20:1                      | Stensättning                     |              | Björnlunda, Södermanland |       | 59.072059, 17.142908 | 10031200200001 | Ladda upp en bild av detta fornminne      |
| Björnlunda 21:1                      | Hög                              |              | Björnlunda, Södermanland |       | 59.071211, 17.143091 | 10031200210001 | Ladda upp en bild av detta fornminne      |
| Björnlunda 21:2                      | Stensättning                     |              | Björnlunda, Södermanland |       | 59.071186, 17.143268 | 10031200210002 | Ladda upp en bild av detta fornminne      |
| Björnlunda 22:1                      | Gravfält                         |              | Björnlunda, Södermanland |       | 59.069988, 17.143685 | 10031200220001 | Ladda upp en bild av detta fornminne      |
| Björnlunda 23:1                      | Stensättning                     |              | Björnlunda, Södermanland |       | 59.065640, 17.147689 | 10031200230001 | Ladda upp en bild av detta fornminne      |
| Björnlunda 23:2                      | Stensättning                     |              | Björnlunda, Södermanland |       | 59.065643, 17.148201 | 10031200230002 | Ladda upp en bild av detta fornminne      |
| Björnlunda 23:3                      | Stensättning                     |              | Björnlunda, Södermanland |       | 59.065643, 17.148201 | 10031200230003 | Ladda upp en bild av detta fornminne      |
| Björnlunda 23:4                      | Stensättning                     |              | Björnlunda, Södermanland |       | 59.065741, 17.147638 | 10031200230004 | Ladda upp en bild av detta fornminne      |
| Björnlunda 24:1                      | Gravfält                         |              | Björnlunda, Södermanland |       | 59.065510, 17.144182 | 10031200240001 | Ladda upp en bild av detta fornminne      |
| Björnlunda 25:1                      | Stensättning                     |              | Björnlunda, Södermanland |       | 59.067995, 17.143134 | 10031200250001 | Ladda upp en bild av detta fornminne      |
| Björnlunda 26:1                      | Stensättning                     |              | Björnlunda, Södermanland |       | 59.089641, 17.105771 | 10031200260001 | Ladda upp en bild av detta fornminne      |
| Björnlunda 26:2                      | Stensättning                     |              | Björnlunda, Södermanland |       | 59.089406, 17.106014 | 10031200260002 | Ladda upp en bild av detta fornminne      |
| Björnlunda 29:1                      | Stensättning                     |              | Björnlunda, Södermanland |       | 59.075808, 17.135166 | 10031200290001 | Ladda upp en bild av detta fornminne      |
| Björnlunda 30:1                      | Stensättning                     |              | Björnlunda, Södermanland |       | 59.075905, 17.139440 | 10031200300001 | Ladda upp en bild av detta fornminne      |
| Björnlunda 30:2                      | Stensättning                     |              | Björnlunda, Södermanland |       | 59.075958, 17.140236 | 10031200300002 | Ladda upp en bild av detta fornminne      |
| Björnlunda 31:1                      | Röse                             |              | Björnlunda, Södermanland |       | 59.080210, 17.145026 | 10031200310001 | Ladda upp en bild av detta fornminne      |
| Björnlunda 31:2                      | Röse                             |              | Björnlunda, Södermanland |       | 59.079975, 17.145431 | 10031200310002 | Ladda upp en bild av detta fornminne      |
| Sö 7 (Björnlunda 32:1)               | Runristning                      |              | Björnlunda, Södermanland | Öja   | 59.086564, 17.151158 | 10031200320001 | Ladda upp en till bild av detta fornminne |
| Björnlunda 33:1                      | Stensättning                     |              | Björnlunda, Södermanland |       | 59.065453, 17.119561 | 10031200330001 | Ladda upp en bild av detta fornminne      |
| Björnlunda 33:2                      | Stensättning                     |              | Björnlunda, Södermanland |       | 59.065328, 17.119659 | 10031200330002 | Ladda upp en bild av detta fornminne      |
| Björnlunda 34:1                      | Gravfält                         |              | Björnlunda, Södermanland |       | 59.065895, 17.116334 | 10031200340001 | Ladda upp en bild av detta fornminne      |
| Björnlunda 36:1                      | Stensättning                     |              | Björnlunda, Södermanland |       | 59.069673, 17.124206 | 10031200360001 | Ladda upp en bild av detta fornminne      |
| Björnlunda 37:1                      | Stensättning                     |              | Björnlunda, Södermanland |       | 59.070492, 17.124063 | 10031200370001 | Ladda upp en bild av detta fornminne      |
| Björnlunda 38:1                      | Gravfält                         |              | Björnlunda, Södermanland |       | 59.072537, 17.111727 | 10031200380001 | Ladda upp en bild av detta fornminne      |
| Björnlunda 39:1                      | Hög                              |              | Björnlunda, Södermanland |       | 59.072659, 17.110761 | 10031200390001 | Ladda upp en bild av detta fornminne      |
| Björnlunda 41:1                      | Gravfält                         |              | Björnlunda, Södermanland |       | 59.073795, 17.103159 | 10031200410001 | Ladda upp en bild av detta fornminne      |
| Björnlunda 43:1                      | Hög                              |              | Björnlunda, Södermanland |       | 59.072681, 17.104032 | 10031200430001 | Ladda upp en bild av detta fornminne      |
| Björnlunda 43:2                      | Stensättning                     |              | Björnlunda, Södermanland |       | 59.072759, 17.104113 | 10031200430002 | Ladda upp en bild av detta fornminne      |
| Björnlunda 43:3                      | Stensättning                     |              | Björnlunda, Södermanland |       | 59.072896, 17.104207 | 10031200430003 | Ladda upp en bild av detta fornminne      |
| Björnlunda 43:4                      | Stensättning                     |              | Björnlunda, Södermanland |       | 59.072839, 17.103901 | 10031200430004 | Ladda upp en bild av detta fornminne      |
| Björnlunda 46:1                      | Stensättning                     |              | Björnlunda, Södermanland |       | 59.085295, 17.084672 | 10031200460001 | Ladda upp en bild av detta fornminne      |
| Björnlunda 47:2                      | Stensättning                     |              | Björnlunda, Södermanland |       | 59.079296, 17.080266 | 10031200470002 | Ladda upp en bild av detta fornminne      |
| Björnlunda 48:3                      | Stensättning                     |              | Björnlunda, Södermanland |       | 59.076735, 17.169092 | 10031200480003 | Ladda upp en bild av detta fornminne      |
| Björnlunda 49:1                      | Gravfält                         |              | Björnlunda, Södermanland |       | 59.076014, 17.167619 | 10031200490001 | Ladda upp en bild av detta fornminne      |
| Björnlunda 50:1                      | Hög                              |              | Björnlunda, Södermanland |       | 59.079477, 17.166986 | 10031200500001 | Ladda upp en bild av detta fornminne      |
| Björnlunda 50:2                      | Hög                              |              | Björnlunda, Södermanland |       | 59.079447, 17.166741 | 10031200500002 | Ladda upp en bild av detta fornminne      |
| Björnlunda 51:1                      | Gravfält                         |              | Björnlunda, Södermanland |       | 59.080881, 17.164404 | 10031200510001 | Ladda upp en bild av detta fornminne      |
| Björnlunda 52:1                      | Gravfält                         |              | Björnlunda, Södermanland |       | 59.081821, 17.165674 | 10031200520001 | Ladda upp en bild av detta fornminne      |
| Björnlunda 53:1                      | Gravfält                         |              | Björnlunda, Södermanland |       | 59.082495, 17.165032 | 10031200530001 | Ladda upp en bild av detta fornminne      |
| Björnlunda 54:1                      | Stensättning                     |              | Björnlunda, Södermanland |       | 59.082988, 17.164836 | 10031200540001 | Ladda upp en bild av detta fornminne      |
| Björnlunda 55:1                      | Stensättning                     |              | Björnlunda, Södermanland |       | 59.079109, 17.159475 | 10031200550001 | Ladda upp en bild av detta fornminne      |
| Björnlunda 57:1                      | Stensättning                     |              | Björnlunda, Södermanland |       | 59.080956, 17.159754 | 10031200570001 | Ladda upp en bild av detta fornminne      |
| Björnlunda 57:2                      | Stensättning                     |              | Björnlunda, Södermanland |       | 59.081247, 17.159769 | 10031200570002 | Ladda upp en bild av detta fornminne      |
| Björnlunda 59:1                      | Gravfält                         |              | Björnlunda, Södermanland |       | 59.067199, 17.167829 | 10031200590001 | Ladda upp en bild av detta fornminne      |
| Björnlunda 60:1                      | Stensättning                     |              | Björnlunda, Södermanland |       | 59.068887, 17.175120 | 10031200600001 | Ladda upp en bild av detta fornminne      |
| Björnlunda 61:1                      | Gravfält                         |              | Björnlunda, Södermanland |       | 59.064983, 17.186518 | 10031200610001 | Ladda upp en bild av detta fornminne      |
| Björnlunda 62:1                      | Hög                              |              | Björnlunda, Södermanland |       | 59.061401, 17.149102 | 10031200620001 | Ladda upp en bild av detta fornminne      |
| Björnlunda 64:1                      | Röse                             |              | Björnlunda, Södermanland |       | 59.061420, 17.145470 | 10031200640001 | Ladda upp en bild av detta fornminne      |
| Björnlunda 64:2                      | Röse                             |              | Björnlunda, Södermanland |       | 59.061481, 17.145196 | 10031200640002 | Ladda upp en bild av detta fornminne      |
| Björnlunda 66:1                      | Gravfält                         |              | Björnlunda, Södermanland |       | 59.062801, 17.147510 | 10031200660001 | Ladda upp en bild av detta fornminne      |
| Björnlunda 67:1                      | Stensättning                     |              | Björnlunda, Södermanland |       | 59.062393, 17.143705 | 10031200670001 | Ladda upp en bild av detta fornminne      |
| Björnlunda 67:2                      | Stensättning                     |              | Björnlunda, Södermanland |       | 59.062483, 17.143698 | 10031200670002 | Ladda upp en bild av detta fornminne      |
| Björnlunda 68:1                      | Stensättning                     |              | Björnlunda, Södermanland |       | 59.062548, 17.141488 | 10031200680001 | Ladda upp en bild av detta fornminne      |
| Skansberget (Björnlunda 69:1)        | Fornborg                         |              | Björnlunda, Södermanland |       | 59.062857, 17.135742 | 10031200690001 | Ladda upp en till bild av detta fornminne |
| Björnlunda 70:1                      | Gravfält                         |              | Björnlunda, Södermanland |       | 59.060936, 17.140467 | 10031200700001 | Ladda upp en bild av detta fornminne      |
| Björnlunda 71:1                      | Stensättning                     |              | Björnlunda, Södermanland |       | 59.084594, 17.108951 | 10031200710001 | Ladda upp en bild av detta fornminne      |
| Björnlunda 72:1                      | Gravfält                         |              | Björnlunda, Södermanland |       | 59.059276, 17.136007 | 10031200720001 | Ladda upp en bild av detta fornminne      |
| Björnlunda 73:1                      | Stensättning                     |              | Björnlunda, Södermanland |       | 59.058744, 17.132006 | 10031200730001 | Ladda upp en bild av detta fornminne      |
| Björnlunda 73:2                      | Stensättning                     |              | Björnlunda, Södermanland |       | 59.058740, 17.132343 | 10031200730002 | Ladda upp en bild av detta fornminne      |
| Björnlunda 75:1                      | Gravfält                         |              | Björnlunda, Södermanland |       | 59.058889, 17.147377 | 10031200750001 | Ladda upp en bild av detta fornminne      |
| Björnlunda 77:1                      | Gravfält                         |              | Björnlunda, Södermanland |       | 59.057086, 17.150553 | 10031200770001 | Ladda upp en bild av detta fornminne      |
| Björnlunda 78:1                      | Stensättning                     |              | Björnlunda, Södermanland |       | 59.057790, 17.150895 | 10031200780001 | Ladda upp en bild av detta fornminne      |
| Björnlunda 78:2                      | Hög                              |              | Björnlunda, Södermanland |       | 59.057701, 17.150815 | 10031200780002 | Ladda upp en bild av detta fornminne      |
| Björnlunda 78:3                      | Hög                              |              | Björnlunda, Södermanland |       | 59.057561, 17.150777 | 10031200780003 | Ladda upp en bild av detta fornminne      |
| Björnlunda 79:1                      | Gravfält                         |              | Björnlunda, Södermanland |       | 59.051801, 17.145513 | 10031200790001 | Ladda upp en bild av detta fornminne      |
| Björnlunda 81:1                      | Gravfält                         |              | Björnlunda, Södermanland |       | 59.046572, 17.150210 | 10031200810001 | Ladda upp en bild av detta fornminne      |
| Björnlunda 82:1                      | Stensättning                     |              | Björnlunda, Södermanland |       | 59.050530, 17.140535 | 10031200820001 | Ladda upp en bild av detta fornminne      |
| Björnlunda 82:2                      | Stensättning                     |              | Björnlunda, Södermanland |       | 59.050625, 17.139979 | 10031200820002 | Ladda upp en bild av detta fornminne      |
| Björnlunda 84:1                      | Gravfält                         |              | Björnlunda, Södermanland |       | 59.059483, 17.072783 | 10031200840001 | Ladda upp en bild av detta fornminne      |
| Björnlunda 85:1                      | Stensättning                     |              | Björnlunda, Södermanland |       | 59.045766, 17.185152 | 10031200850001 | Ladda upp en bild av detta fornminne      |
| Björnlunda 86:1                      | Hög                              |              | Björnlunda, Södermanland |       | 59.042313, 17.160402 | 10031200860001 | Ladda upp en bild av detta fornminne      |
| Björnlunda 86:2                      | Stensättning                     |              | Björnlunda, Södermanland |       | 59.042449, 17.159993 | 10031200860002 | Ladda upp en bild av detta fornminne      |
| Björnlunda 87:1                      | Stensättning                     |              | Björnlunda, Södermanland |       | 59.054985, 17.156695 | 10031200870001 | Ladda upp en bild av detta fornminne      |
| Björnlunda 88:1                      | Gravfält                         |              | Björnlunda, Södermanland |       | 59.054928, 17.198781 | 10031200880001 | Ladda upp en bild av detta fornminne      |
| Björnlunda 89:1                      | Gravfält                         |              | Björnlunda, Södermanland |       | 59.051661, 17.193605 | 10031200890001 | Ladda upp en bild av detta fornminne      |
| Björnlunda 90:1                      | Gravfält                         |              | Björnlunda, Södermanland |       | 59.051236, 17.191318 | 10031200900001 | Ladda upp en bild av detta fornminne      |
| Björnlunda 91:1                      | Grav- och boplatsområde          |              | Björnlunda, Södermanland |       | 59.050032, 17.188957 | 10031200910001 | Ladda upp en bild av detta fornminne      |
| Björnlunda 92:1                      | Röse                             |              | Björnlunda, Södermanland |       | 59.051167, 17.186030 | 10031200920001 | Ladda upp en bild av detta fornminne      |
| Björnlunda 92:2                      | Röse                             |              | Björnlunda, Södermanland |       | 59.050759, 17.186896 | 10031200920002 | Ladda upp en bild av detta fornminne      |
| Björnlunda 93:1                      | Stensättning                     |              | Björnlunda, Södermanland |       | 59.051749, 17.182751 | 10031200930001 | Ladda upp en bild av detta fornminne      |
| Björnlunda 94:2                      | Hög                              |              | Björnlunda, Södermanland |       | 59.048752, 17.193987 | 10031200940002 | Ladda upp en bild av detta fornminne      |
| Björnlunda 94:3                      | Stensättning                     |              | Björnlunda, Södermanland |       | 59.048620, 17.193996 | 10031200940003 | Ladda upp en bild av detta fornminne      |
| Björnlunda 95:1                      | Grav- och boplatsområde          |              | Björnlunda, Södermanland |       | 59.058430, 17.194150 | 10031200950001 | Ladda upp en bild av detta fornminne      |
| Björnlunda 96:1                      | Hög                              |              | Björnlunda, Södermanland |       | 59.059199, 17.194207 | 10031200960001 | Ladda upp en bild av detta fornminne      |
| Björnlunda 97:1                      | Gravfält                         |              | Björnlunda, Södermanland |       | 59.059649, 17.192070 | 10031200970001 | Ladda upp en bild av detta fornminne      |
| Björnlunda 99:1                      | Röse                             |              | Björnlunda, Södermanland |       | 59.059138, 17.196901 | 10031200990001 | Ladda upp en bild av detta fornminne      |
| Björnlunda 100:1                     | Stensättning                     |              | Björnlunda, Södermanland |       | 59.057974, 17.192087 | 10031201000001 | Ladda upp en bild av detta fornminne      |
| Björnlunda 101:1                     | Stensättning                     |              | Björnlunda, Södermanland |       | 59.061229, 17.199267 | 10031201010001 | Ladda upp en bild av detta fornminne      |
| Björnlunda 102:1                     | Stensättning                     |              | Björnlunda, Södermanland |       | 59.060859, 17.197821 | 10031201020001 | Ladda upp en bild av detta fornminne      |
| Björnlunda 103:1                     | Stensättning                     |              | Björnlunda, Södermanland |       | 59.060590, 17.196026 | 10031201030001 | Ladda upp en bild av detta fornminne      |
| Jättekyrkan (Björnlunda 104:1)       | Röse                             |              | Björnlunda, Södermanland |       | 59.063250, 17.208783 | 10031201040001 | Ladda upp en bild av detta fornminne      |
| Björnlunda 105:1                     | Gravfält                         |              | Björnlunda, Södermanland |       | 59.053246, 17.200342 | 10031201050001 | Ladda upp en bild av detta fornminne      |
| Björnlunda 106:1                     | Gravfält                         |              | Björnlunda, Södermanland |       | 59.052507, 17.202110 | 10031201060001 | Ladda upp en bild av detta fornminne      |
| Björnlunda 107:1                     | Gravfält                         |              | Björnlunda, Södermanland |       | 59.053329, 17.203421 | 10031201070001 | Ladda upp en bild av detta fornminne      |
| Björnlunda 108:1                     | Stensättning                     |              | Björnlunda, Södermanland |       | 59.052616, 17.206377 | 10031201080001 | Ladda upp en bild av detta fornminne      |
| Björnlunda 109:1                     | Stensättning                     |              | Björnlunda, Södermanland |       | 59.053344, 17.205909 | 10031201090001 | Ladda upp en bild av detta fornminne      |
| Björnlunda 110:1                     | Stensättning                     |              | Björnlunda, Södermanland |       | 59.053105, 17.217287 | 10031201100001 | Ladda upp en bild av detta fornminne      |
| Björnlunda 111:1                     | Gravfält                         |              | Björnlunda, Södermanland |       | 59.052081, 17.215711 | 10031201110001 | Ladda upp en bild av detta fornminne      |
| Björnlunda 112:1                     | Gravfält                         |              | Björnlunda, Södermanland |       | 59.051606, 17.212315 | 10031201120001 | Ladda upp en bild av detta fornminne      |
| Björnlunda 113:1                     | Stensättning                     |              | Björnlunda, Södermanland |       | 59.047868, 17.212901 | 10031201130001 | Ladda upp en bild av detta fornminne      |
| Björnlunda 114:1                     | Stensättning                     |              | Björnlunda, Södermanland |       | 59.041221, 17.220802 | 10031201140001 | Ladda upp en bild av detta fornminne      |
| Björnlunda 115:2                     | Stensättning                     |              | Björnlunda, Södermanland |       | 59.043552, 17.203254 | 10031201150002 | Ladda upp en bild av detta fornminne      |
| Björnlunda 116:1                     | Stensättning                     |              | Björnlunda, Södermanland |       | 59.043392, 17.204564 | 10031201160001 | Ladda upp en bild av detta fornminne      |
| Björnlunda 117:1                     | Stensättning                     |              | Björnlunda, Södermanland |       | 59.054878, 17.182738 | 10031201170001 | Ladda upp en bild av detta fornminne      |
| Björnlunda 118:1                     | Gravfält                         |              | Björnlunda, Södermanland |       | 59.059852, 17.181634 | 10031201180001 | Ladda upp en bild av detta fornminne      |
| Björnlunda 119:1                     | Hög                              |              | Björnlunda, Södermanland |       | 59.060066, 17.175864 | 10031201190001 | Ladda upp en bild av detta fornminne      |
| Björnlunda 119:2                     | Hög                              |              | Björnlunda, Södermanland |       | 59.060054, 17.175700 | 10031201190002 | Ladda upp en bild av detta fornminne      |
| Björnlunda 119:3                     | Hög                              |              | Björnlunda, Södermanland |       | 59.060009, 17.175496 | 10031201190003 | Ladda upp en bild av detta fornminne      |
| Björnlunda 119:4                     | Hög                              |              | Björnlunda, Södermanland |       | 59.059954, 17.175702 | 10031201190004 | Ladda upp en bild av detta fornminne      |
| Björnlunda 121:1                     | Gravfält                         |              | Björnlunda, Södermanland |       | 59.062188, 17.164795 | 10031201210001 | Ladda upp en bild av detta fornminne      |
| Björnlunda 123:1                     | Fornborg                         |              | Björnlunda, Södermanland |       | 59.108992, 17.056975 | 10031201230001 | Ladda upp en bild av detta fornminne      |
| Björnlunda 124:1                     | Röse                             |              | Björnlunda, Södermanland |       | 59.104486, 17.054991 | 10031201240001 | Ladda upp en bild av detta fornminne      |
| Björnlunda 125:1                     | Stensättning                     |              | Björnlunda, Södermanland |       | 59.051893, 17.189208 | 10031201250001 | Ladda upp en bild av detta fornminne      |
| Björnlunda 125:2                     | Stensättning                     |              | Björnlunda, Södermanland |       | 59.052082, 17.189284 | 10031201250002 | Ladda upp en bild av detta fornminne      |
| Björnlunda 125:3                     | Stensättning                     |              | Björnlunda, Södermanland |       | 59.052066, 17.189147 | 10031201250003 | Ladda upp en bild av detta fornminne      |
| Björnlunda 126:1                     | Gravfält                         |              | Björnlunda, Södermanland |       | 59.039100, 17.162269 | 10031201260001 | Ladda upp en bild av detta fornminne      |
| Björnlunda 127:1                     | Röse                             |              | Björnlunda, Södermanland |       | 59.032793, 17.160282 | 10031201270001 | Ladda upp en bild av detta fornminne      |
| Björnlunda 128:1                     | Stensättning                     |              | Björnlunda, Södermanland |       | 59.032913, 17.156413 | 10031201280001 | Ladda upp en bild av detta fornminne      |
| Björnlunda 129:1                     | Stensättning                     |              | Björnlunda, Södermanland |       | 59.033414, 17.155691 | 10031201290001 | Ladda upp en bild av detta fornminne      |
| Björnlunda 131:1                     | Stensättning                     |              | Björnlunda, Södermanland |       | 59.038575, 17.166999 | 10031201310001 | Ladda upp en bild av detta fornminne      |
| Björnlunda 132:1                     | Stensättning                     |              | Björnlunda, Södermanland |       | 59.033598, 17.173011 | 10031201320001 | Ladda upp en bild av detta fornminne      |
| Björnlunda 133:1                     | Gravfält                         |              | Björnlunda, Södermanland |       | 59.034892, 17.174987 | 10031201330001 | Ladda upp en bild av detta fornminne      |
| Björnlunda 134:1                     | Stensättning                     |              | Björnlunda, Södermanland |       | 59.037997, 17.171188 | 10031201340001 | Ladda upp en bild av detta fornminne      |
| Björnlunda 135:1                     | Stensättning                     |              | Björnlunda, Södermanland |       | 59.039145, 17.169776 | 10031201350001 | Ladda upp en bild av detta fornminne      |
| Björnlunda 136:1                     | Stensättning                     |              | Björnlunda, Södermanland |       | 59.039079, 17.153298 | 10031201360001 | Ladda upp en bild av detta fornminne      |
| Björnlunda 136:2                     | Stensättning                     |              | Björnlunda, Södermanland |       | 59.038818, 17.153418 | 10031201360002 | Ladda upp en bild av detta fornminne      |
| Björnlunda 136:3                     | Stensättning                     |              | Björnlunda, Södermanland |       | 59.038434, 17.153322 | 10031201360003 | Ladda upp en bild av detta fornminne      |
| Björnlunda 137:1                     | Gravfält                         |              | Björnlunda, Södermanland |       | 59.037721, 17.151846 | 10031201370001 | Ladda upp en bild av detta fornminne      |
| Björnlunda 138:1                     | Gravfält                         |              | Björnlunda, Södermanland |       | 59.038481, 17.151134 | 10031201380001 | Ladda upp en bild av detta fornminne      |
| Björnlunda 140:1                     | Gravfält                         |              | Björnlunda, Södermanland |       | 59.034196, 17.186674 | 10031201400001 | Ladda upp en bild av detta fornminne      |
| Björnlunda 141:1                     | Hög                              |              | Björnlunda, Södermanland |       | 59.034237, 17.183975 | 10031201410001 | Ladda upp en bild av detta fornminne      |
| Björnlunda 141:2                     | Stensättning                     |              | Björnlunda, Södermanland |       | 59.034341, 17.184136 | 10031201410002 | Ladda upp en bild av detta fornminne      |
| Björnlunda 142:1                     | Stensättning                     |              | Björnlunda, Södermanland |       | 59.038525, 17.188154 | 10031201420001 | Ladda upp en bild av detta fornminne      |
| Björnlunda 143:1                     | Gravfält                         |              | Björnlunda, Södermanland |       | 59.039553, 17.189297 | 10031201430001 | Ladda upp en bild av detta fornminne      |
| Björnlunda 144:1                     | Gravfält                         |              | Björnlunda, Södermanland |       | 59.030123, 17.152790 | 10031201440001 | Ladda upp en bild av detta fornminne      |
| Björnlunda 145:1                     | Fornborg                         |              | Björnlunda, Södermanland |       | 59.026196, 17.156299 | 10031201450001 | Ladda upp en bild av detta fornminne      |
| Björnlunda 146:1                     | Gravfält                         |              | Björnlunda, Södermanland |       | 59.023005, 17.201501 | 10031201460001 | Ladda upp en bild av detta fornminne      |
| Björnlunda 147:1                     | Stensättning                     |              | Björnlunda, Södermanland |       | 59.032077, 17.202904 | 10031201470001 | Ladda upp en bild av detta fornminne      |
| Björnlunda 149:1                     | Stensättning                     |              | Björnlunda, Södermanland |       | 59.035698, 17.038849 | 10031201490001 | Ladda upp en bild av detta fornminne      |
| Björnlunda 151:1                     | Gravfält                         |              | Björnlunda, Södermanland |       | 58.998551, 17.170325 | 10031201510001 | Ladda upp en bild av detta fornminne      |
| Björnlunda 152:1                     | Stensättning                     |              | Björnlunda, Södermanland |       | 59.017246, 17.182068 | 10031201520001 | Ladda upp en bild av detta fornminne      |
| Björnlunda 154:1                     | Stensättning                     |              | Björnlunda, Södermanland |       | 58.996940, 17.162715 | 10031201540001 | Ladda upp en bild av detta fornminne      |
| Sö 2 (Björnlunda 155:1)              | Runristning                      |              | Björnlunda, Södermanland | Axala | 58.992501, 17.164424 | 10031201550001 | Ladda upp en till bild av detta fornminne |
| Björnlunda 156:1                     | Stensättning                     |              | Björnlunda, Södermanland |       | 58.994996, 17.182831 | 10031201560001 | Ladda upp en bild av detta fornminne      |
| Tingstadsberget (Björnlunda 157:1)   | Röse                             |              | Björnlunda, Södermanland |       | 58.983040, 17.147644 | 10031201570001 | Ladda upp en bild av detta fornminne      |
| Tingstadsberget (Björnlunda 157:2)   | Stenkrets                        |              | Björnlunda, Södermanland |       | 58.982783, 17.147513 | 10031201570002 | Ladda upp en bild av detta fornminne      |
| Tingstadsberget (Björnlunda 157:4)   | Stenkrets                        |              | Björnlunda, Södermanland |       | 58.982718, 17.147700 | 10031201570004 | Ladda upp en bild av detta fornminne      |
| Björnlunda 168:1                     | Stensättning                     |              | Björnlunda, Södermanland |       | 59.061285, 17.147063 | 10031201680001 | Ladda upp en bild av detta fornminne      |
| Björnlunda 168:2                     | Stensättning                     |              | Björnlunda, Södermanland |       | 59.061323, 17.147211 | 10031201680002 | Ladda upp en bild av detta fornminne      |
| Björnlunda 168:3                     | Stensättning                     |              | Björnlunda, Södermanland |       | 59.061141, 17.147213 | 10031201680003 | Ladda upp en bild av detta fornminne      |
| Björnlunda 169:1                     | Stensättning                     |              | Björnlunda, Södermanland |       | 59.061322, 17.125495 | 10031201690001 | Ladda upp en bild av detta fornminne      |
| Björnlunda 170:1                     | Stensättning                     |              | Björnlunda, Södermanland |       | 59.061781, 17.122376 | 10031201700001 | Ladda upp en bild av detta fornminne      |
| Björnlunda 171:1                     | Stensättning                     |              | Björnlunda, Södermanland |       | 59.051650, 17.146896 | 10031201710001 | Ladda upp en bild av detta fornminne      |
| Björnlunda 175:1                     | Grav markerad av sten/block      |              | Björnlunda, Södermanland |       | 59.059042, 17.187646 | 10031201750001 | Ladda upp en bild av detta fornminne      |
| Björnlunda 176:1                     | Stensättning                     |              | Björnlunda, Södermanland |       | 59.040923, 17.186181 | 10031201760001 | Ladda upp en bild av detta fornminne      |
| Björnlunda 176:2                     | Stensättning                     |              | Björnlunda, Södermanland |       | 59.040715, 17.186487 | 10031201760002 | Ladda upp en bild av detta fornminne      |
| Björnlunda 177:1                     | Gravfält                         |              | Björnlunda, Södermanland |       | 59.036116, 17.192309 | 10031201770001 | Ladda upp en bild av detta fornminne      |
| Björnlunda 178:1                     | Röse                             |              | Björnlunda, Södermanland |       | 59.031569, 17.191676 | 10031201780001 | Ladda upp en bild av detta fornminne      |
| Björnlunda 179:1                     | Stensättning                     |              | Björnlunda, Södermanland |       | 59.032037, 17.189237 | 10031201790001 | Ladda upp en bild av detta fornminne      |
| Björnlunda 180:1                     | Stensättning                     |              | Björnlunda, Södermanland |       | 59.029712, 17.193890 | 10031201800001 | Ladda upp en bild av detta fornminne      |
| Björnlunda 181:1                     | Stensättning                     |              | Björnlunda, Södermanland |       | 59.063441, 17.047106 | 10031201810001 | Ladda upp en bild av detta fornminne      |
| Björnlunda 182:1                     | Stensättning                     |              | Björnlunda, Södermanland |       | 59.026365, 17.196100 | 10031201820001 | Ladda upp en bild av detta fornminne      |
| Björnlunda 182:2                     | Stensättning                     |              | Björnlunda, Södermanland |       | 59.026362, 17.196322 | 10031201820002 | Ladda upp en bild av detta fornminne      |
| Björnlunda 183:1                     | Stensättning                     |              | Björnlunda, Södermanland |       | 59.033762, 17.173959 | 10031201830001 | Ladda upp en bild av detta fornminne      |
| Björnlunda 184:1                     | Stensättning                     |              | Björnlunda, Södermanland |       | 59.051210, 17.193021 | 10031201840001 | Ladda upp en bild av detta fornminne      |
| Björnlunda 185:1                     | Röse                             |              | Björnlunda, Södermanland |       | 59.025052, 17.172124 | 10031201850001 | Ladda upp en bild av detta fornminne      |
| Björnlunda 185:2                     | Stensättning                     |              | Björnlunda, Södermanland |       | 59.025016, 17.171664 | 10031201850002 | Ladda upp en bild av detta fornminne      |
| Björnlunda 186:1                     | Stensättning                     |              | Björnlunda, Södermanland |       | 59.025617, 17.171971 | 10031201860001 | Ladda upp en bild av detta fornminne      |
| Björnlunda 187:1                     | Stensättning                     |              | Björnlunda, Södermanland |       | 59.027501, 17.174621 | 10031201870001 | Ladda upp en bild av detta fornminne      |
| Björnlunda 189:1                     | Stensättning                     |              | Björnlunda, Södermanland |       | 59.040825, 17.157906 | 10031201890001 | Ladda upp en bild av detta fornminne      |
| Björnlunda 191:1                     | Stensättning                     |              | Björnlunda, Södermanland |       | 59.041244, 17.163748 | 10031201910001 | Ladda upp en bild av detta fornminne      |
| Björnlunda 191:2                     | Stensättning                     |              | Björnlunda, Södermanland |       | 59.041272, 17.164000 | 10031201910002 | Ladda upp en bild av detta fornminne      |
| Björnlunda 191:3                     | Stensättning                     |              | Björnlunda, Södermanland |       | 59.041147, 17.164026 | 10031201910003 | Ladda upp en bild av detta fornminne      |
| Björnlunda 192:1                     | Stensättning                     |              | Björnlunda, Södermanland |       | 58.994790, 17.181531 | 10031201920001 | Ladda upp en bild av detta fornminne      |
| Björnlunda 193:1                     | Stensättning                     |              | Björnlunda, Södermanland |       | 58.977213, 17.177720 | 10031201930001 | Ladda upp en bild av detta fornminne      |
| Björnlunda 194:1                     | Gravfält                         |              | Björnlunda, Södermanland |       | 59.034050, 17.185214 | 10031201940001 | Ladda upp en bild av detta fornminne      |
| Björnlunda 195:1                     | Stensättning                     |              | Björnlunda, Södermanland |       | 59.015922, 17.175127 | 10031201950001 | Ladda upp en bild av detta fornminne      |
| Björnlunda 196:1                     | Stensättning                     |              | Björnlunda, Södermanland |       | 59.014362, 17.167164 | 10031201960001 | Ladda upp en bild av detta fornminne      |
| Björnlunda 199:1                     | Stensättning                     |              | Björnlunda, Södermanland |       | 59.002746, 17.174822 | 10031201990001 | Ladda upp en bild av detta fornminne      |
| Björnlunda 201:1                     | Stensättning                     |              | Björnlunda, Södermanland |       | 59.036262, 17.200946 | 10031202010001 | Ladda upp en bild av detta fornminne      |
| Björnlunda 203:1                     | Stensättning                     |              | Björnlunda, Södermanland |       | 59.044318, 17.208502 | 10031202030001 | Ladda upp en bild av detta fornminne      |
| Björnlunda 204:1                     | Stensättning                     |              | Björnlunda, Södermanland |       | 59.051836, 17.203068 | 10031202040001 | Ladda upp en bild av detta fornminne      |
| Björnlunda 205:1                     | Stensättning                     |              | Björnlunda, Södermanland |       | 59.049033, 17.216891 | 10031202050001 | Ladda upp en bild av detta fornminne      |
| Björnlunda 206:1                     | Hög                              |              | Björnlunda, Södermanland |       | 59.046825, 17.205678 | 10031202060001 | Ladda upp en bild av detta fornminne      |
| Björnlunda 207:1                     | Stensättning                     |              | Björnlunda, Södermanland |       | 59.060469, 17.201077 | 10031202070001 | Ladda upp en bild av detta fornminne      |
| Björnlunda 208:1                     | Gravfält                         |              | Björnlunda, Södermanland |       | 59.044730, 17.194206 | 10031202080001 | Ladda upp en bild av detta fornminne      |
| Björnlunda 210:1                     | Stensättning                     |              | Björnlunda, Södermanland |       | 59.061804, 17.146584 | 10031202100001 | Ladda upp en bild av detta fornminne      |
| Björnlunda 212:1                     | Stensättning                     |              | Björnlunda, Södermanland |       | 59.052963, 17.168149 | 10031202120001 | Ladda upp en bild av detta fornminne      |
| Björnlunda 213:1                     | Stensättning                     |              | Björnlunda, Södermanland |       | 59.016171, 17.176506 | 10031202130001 | Ladda upp en bild av detta fornminne      |
| Björnlunda 214:1                     | Stensättning                     |              | Björnlunda, Södermanland |       | 59.061604, 17.199962 | 10031202140001 | Ladda upp en bild av detta fornminne      |
| Björnlunda 215:1                     | Stensättning                     |              | Björnlunda, Södermanland |       | 59.040955, 17.221712 | 10031202150001 | Ladda upp en bild av detta fornminne      |
| Björnlunda 216:1                     | Gravfält                         |              | Björnlunda, Södermanland |       | 59.036108, 17.052579 | 10031202160001 | Ladda upp en bild av detta fornminne      |
| Björnlunda 217:1                     | Stenkrets                        |              | Björnlunda, Södermanland |       | 59.037468, 17.049827 | 10031202170001 | Ladda upp en bild av detta fornminne      |
| Björnlunda 217:2                     | Stensättning                     |              | Björnlunda, Södermanland |       | 59.037439, 17.049986 | 10031202170002 | Ladda upp en bild av detta fornminne      |
| Björnlunda 217:3                     | Stensättning                     |              | Björnlunda, Södermanland |       | 59.037280, 17.050352 | 10031202170003 | Ladda upp en bild av detta fornminne      |
| Björnlunda 218:1                     | Husgrund, förhistorisk/medeltida |              | Björnlunda, Södermanland |       | 59.038276, 17.187241 | 10031202180001 | Ladda upp en bild av detta fornminne      |
| Björnlunda 218:2                     | Husgrund, förhistorisk/medeltida |              | Björnlunda, Södermanland |       | 59.038309, 17.187496 | 10031202180002 | Ladda upp en bild av detta fornminne      |
| Björnlunda 219:1                     | Stensättning                     |              | Björnlunda, Södermanland |       | 59.048389, 17.145064 | 10031202190001 | Ladda upp en bild av detta fornminne      |
| Björnlunda 219:2                     | Stensättning                     |              | Björnlunda, Södermanland |       | 59.048513, 17.145029 | 10031202190002 | Ladda upp en bild av detta fornminne      |
| Björnlunda 220:1                     | Stensättning                     |              | Björnlunda, Södermanland |       | 59.050034, 17.141982 | 10031202200001 | Ladda upp en bild av detta fornminne      |
| Björnlunda 220:2                     | Stensättning                     |              | Björnlunda, Södermanland |       | 59.050110, 17.141959 | 10031202200002 | Ladda upp en bild av detta fornminne      |
| Björnlunda 223:1                     | Stensättning                     |              | Björnlunda, Södermanland |       | 59.067432, 17.201826 | 10031202230001 | Ladda upp en bild av detta fornminne      |
| Björnlunda 225:1                     | Stensättning                     |              | Björnlunda, Södermanland |       | 59.098487, 17.092622 | 10031202250001 | Ladda upp en bild av detta fornminne      |
| Ramstugutäppan (Björnlunda 226:1)    | Lägenhetsbebyggelse              |              | Björnlunda, Södermanland |       | 59.067649, 17.104727 | 10031202260001 | Ladda upp en bild av detta fornminne      |
| Björnlunda 235:1                     | Stensättning                     |              | Björnlunda, Södermanland |       | 59.098367, 17.115593 | 10031202350001 | Ladda upp en bild av detta fornminne      |
| Björnlunda 235:2                     | Stensättning                     |              | Björnlunda, Södermanland |       | 59.098454, 17.115655 | 10031202350002 | Ladda upp en bild av detta fornminne      |
| Björnlunda 235:3                     | Stensättning                     |              | Björnlunda, Södermanland |       | 59.098391, 17.116047 | 10031202350003 | Ladda upp en bild av detta fornminne      |
| Björnlunda 239:1                     | Stensättning                     |              | Björnlunda, Södermanland |       | 59.101379, 17.071568 | 10031202390001 | Ladda upp en bild av detta fornminne      |
| Björnlunda 239:2                     | Stensättning                     |              | Björnlunda, Södermanland |       | 59.101217, 17.071579 | 10031202390002 | Ladda upp en bild av detta fornminne      |
| Björnlunda 240:1                     | Stensättning                     |              | Björnlunda, Södermanland |       | 59.091160, 17.088472 | 10031202400001 | Ladda upp en bild av detta fornminne      |
| Björnlunda 241:1                     | Stensättning                     |              | Björnlunda, Södermanland |       | 59.066495, 17.179093 | 10031202410001 | Ladda upp en bild av detta fornminne      |
| Björnlunda 251:1                     | Hällristning                     |              | Björnlunda, Södermanland |       | 59.058023, 17.145314 | 10031202510001 | Ladda upp en bild av detta fornminne      |
| Björnlunda 251:2                     | Hällristning                     |              | Björnlunda, Södermanland |       | 59.058004, 17.145265 | 10031202510002 | Ladda upp en bild av detta fornminne      |
| Björnlunda 251:3                     | Hällristning                     |              | Björnlunda, Södermanland |       | 59.057978, 17.145359 | 10031202510003 | Ladda upp en bild av detta fornminne      |
| Björnlunda 253:1                     | Hällristning                     |              | Björnlunda, Södermanland |       | 59.062895, 17.148419 | 10031202530001 | Ladda upp en bild av detta fornminne      |
| Björnlunda 254:1                     | Hällristning                     |              | Björnlunda, Södermanland |       | 59.065067, 17.149263 | 10031202540001 | Ladda upp en bild av detta fornminne      |
| Björnlunda 254:2                     | Hällristning                     |              | Björnlunda, Södermanland |       | 59.065067, 17.149263 | 10031202540002 | Ladda upp en bild av detta fornminne      |
| Björnlunda 254:3                     | Hällristning                     |              | Björnlunda, Södermanland |       | 59.065067, 17.149263 | 10031202540003 | Ladda upp en bild av detta fornminne      |
| Björnlunda 255:1                     | Hällristning                     |              | Björnlunda, Södermanland |       | 59.065716, 17.150997 | 10031202550001 | Ladda upp en bild av detta fornminne      |
| Björnlunda 255:2                     | Hällristning                     |              | Björnlunda, Södermanland |       | 59.065740, 17.150867 | 10031202550002 | Ladda upp en bild av detta fornminne      |
| Björnlunda 255:3                     | Hällristning                     |              | Björnlunda, Södermanland |       | 59.065649, 17.150747 | 10031202550003 | Ladda upp en bild av detta fornminne      |
| Björnlunda 257:1                     | Hällristning                     |              | Björnlunda, Södermanland |       | 59.066165, 17.149703 | 10031202570001 | Ladda upp en bild av detta fornminne      |
| Björnlunda 257:2                     | Hällristning                     |              | Björnlunda, Södermanland |       | 59.066287, 17.149589 | 10031202570002 | Ladda upp en bild av detta fornminne      |
| Björnlunda 257:3                     | Hällristning                     |              | Björnlunda, Södermanland |       | 59.066165, 17.149703 | 10031202570003 | Ladda upp en bild av detta fornminne      |
| Björnlunda 258:1                     | Hällristning                     |              | Björnlunda, Södermanland |       | 59.057291, 17.145230 | 10031202580001 | Ladda upp en bild av detta fornminne      |
| Björnlunda 259:1                     | Hällristning                     |              | Björnlunda, Södermanland |       | 59.057595, 17.133554 | 10031202590001 | Ladda upp en bild av detta fornminne      |
| Björnlunda 259:2                     | Hällristning                     |              | Björnlunda, Södermanland |       | 59.057686, 17.133530 | 10031202590002 | Ladda upp en bild av detta fornminne      |
| Björnlunda 259:3                     | Hällristning                     |              | Björnlunda, Södermanland |       | 59.057708, 17.133369 | 10031202590003 | Ladda upp en bild av detta fornminne      |
| Björnlunda 260:1                     | Hällristning                     |              | Björnlunda, Södermanland |       | 59.056356, 17.132399 | 10031202600001 | Ladda upp en bild av detta fornminne      |
| Björnlunda 261:1                     | Hällristning                     |              | Björnlunda, Södermanland |       | 59.057754, 17.134329 | 10031202610001 | Ladda upp en bild av detta fornminne      |
| Björnlunda 261:2                     | Hällristning                     |              | Björnlunda, Södermanland |       | 59.057754, 17.134329 | 10031202610002 | Ladda upp en bild av detta fornminne      |
| Björnlunda 261:3                     | Hällristning                     |              | Björnlunda, Södermanland |       | 59.057754, 17.134329 | 10031202610003 | Ladda upp en bild av detta fornminne      |
| Björnlunda 261:4                     | Hällristning                     |              | Björnlunda, Södermanland |       | 59.057754, 17.134329 | 10031202610004 | Ladda upp en bild av detta fornminne      |
| Björnlunda 262:1                     | Hällristning                     |              | Björnlunda, Södermanland |       | 59.058534, 17.134885 | 10031202620001 | Ladda upp en bild av detta fornminne      |
| Björnlunda 263:1                     | Hällristning                     |              | Björnlunda, Södermanland |       | 59.058941, 17.134220 | 10031202630001 | Ladda upp en bild av detta fornminne      |
| Björnlunda 264:1                     | Hällristning                     |              | Björnlunda, Södermanland |       | 59.059098, 17.136425 | 10031202640001 | Ladda upp en bild av detta fornminne      |
| Björnlunda 265:1                     | Hällristning                     |              | Björnlunda, Södermanland |       | 59.059037, 17.137307 | 10031202650001 | Ladda upp en bild av detta fornminne      |
| Björnlunda 265:2                     | Hällristning                     |              | Björnlunda, Södermanland |       | 59.059037, 17.137307 | 10031202650002 | Ladda upp en bild av detta fornminne      |
| Björnlunda 266:1                     | Hällristning                     |              | Björnlunda, Södermanland |       | 59.059312, 17.139324 | 10031202660001 | Ladda upp en bild av detta fornminne      |
| Björnlunda 267:1                     | Hällristning                     |              | Björnlunda, Södermanland |       | 59.059426, 17.137909 | 10031202670001 | Ladda upp en bild av detta fornminne      |
| Björnlunda 267:2                     | Hällristning                     |              | Björnlunda, Södermanland |       | 59.059489, 17.137917 | 10031202670002 | Ladda upp en bild av detta fornminne      |
| Björnlunda 267:3                     | Hällristning                     |              | Björnlunda, Södermanland |       | 59.059508, 17.137683 | 10031202670003 | Ladda upp en bild av detta fornminne      |
| Björnlunda 267:4                     | Hällristning                     |              | Björnlunda, Södermanland |       | 59.059458, 17.138082 | 10031202670004 | Ladda upp en bild av detta fornminne      |
| Björnlunda 267:5                     | Hällristning                     |              | Björnlunda, Södermanland |       | 59.059514, 17.138352 | 10031202670005 | Ladda upp en bild av detta fornminne      |
| Björnlunda 268:1                     | Hällristning                     |              | Björnlunda, Södermanland |       | 59.060651, 17.140257 | 10031202680001 | Ladda upp en bild av detta fornminne      |
| Björnlunda 268:2                     | Hällristning                     |              | Björnlunda, Södermanland |       | 59.060695, 17.140242 | 10031202680002 | Ladda upp en bild av detta fornminne      |
| Björnlunda 269:1                     | Hällristning                     |              | Björnlunda, Södermanland |       | 59.060653, 17.142873 | 10031202690001 | Ladda upp en bild av detta fornminne      |
| Björnlunda 270:1                     | Hällristning                     |              | Björnlunda, Södermanland |       | 59.060582, 17.143617 | 10031202700001 | Ladda upp en bild av detta fornminne      |
| Björnlunda 270:2                     | Hällristning                     |              | Björnlunda, Södermanland |       | 59.060582, 17.143617 | 10031202700002 | Ladda upp en bild av detta fornminne      |
| Björnlunda 271:1                     | Hällristning                     |              | Björnlunda, Södermanland |       | 59.059654, 17.143530 | 10031202710001 | Ladda upp en bild av detta fornminne      |
| Björnlunda 272:1                     | Hällristning                     |              | Björnlunda, Södermanland |       | 59.059841, 17.139913 | 10031202720001 | Ladda upp en bild av detta fornminne      |
| Björnlunda 272:2                     | Hällristning                     |              | Björnlunda, Södermanland |       | 59.059565, 17.139771 | 10031202720002 | Ladda upp en bild av detta fornminne      |
| Björnlunda 273:1                     | Hällristning                     |              | Björnlunda, Södermanland |       | 59.058743, 17.140918 | 10031202730001 | Ladda upp en bild av detta fornminne      |
| Björnlunda 273:2                     | Hällristning                     |              | Björnlunda, Södermanland |       | 59.058697, 17.141019 | 10031202730002 | Ladda upp en bild av detta fornminne      |
| Björnlunda 274:1                     | Hällristning                     |              | Björnlunda, Södermanland |       | 59.048890, 17.195552 | 10031202740001 | Ladda upp en bild av detta fornminne      |
| Björnlunda 275:1                     | Hällristning                     |              | Björnlunda, Södermanland |       | 59.048639, 17.189459 | 10031202750001 | Ladda upp en bild av detta fornminne      |
| Björnlunda 276:1                     | Stensättning                     |              | Björnlunda, Södermanland |       | 59.049543, 17.191773 | 10031202760001 | Ladda upp en bild av detta fornminne      |
| Björnlunda 277:1                     | Stensättning                     |              | Björnlunda, Södermanland |       | 59.059582, 17.147457 | 10031202770001 | Ladda upp en bild av detta fornminne      |
| Björnlunda 278:1                     | Hällristning                     |              | Björnlunda, Södermanland |       | 59.069172, 17.152343 | 10031202780001 | Ladda upp en bild av detta fornminne      |
| Björnlunda 279:1                     | Hällristning                     |              | Björnlunda, Södermanland |       | 59.069673, 17.151535 | 10031202790001 | Ladda upp en bild av detta fornminne      |
| Björnlunda 280:1                     | Hällristning                     |              | Björnlunda, Södermanland |       | 59.077274, 17.170191 | 10031202800001 | Ladda upp en bild av detta fornminne      |
| Björnlunda 280:2                     | Hällristning                     |              | Björnlunda, Södermanland |       | 59.077465, 17.170001 | 10031202800002 | Ladda upp en bild av detta fornminne      |
| Björnlunda 281:1                     | Hällristning                     |              | Björnlunda, Södermanland |       | 59.078677, 17.168983 | 10031202810001 | Ladda upp en bild av detta fornminne      |
| Björnlunda 282:1                     | Hällristning                     |              | Björnlunda, Södermanland |       | 59.081037, 17.167278 | 10031202820001 | Ladda upp en bild av detta fornminne      |
| Björnlunda 282:2                     | Hällristning                     |              | Björnlunda, Södermanland |       | 59.081230, 17.167412 | 10031202820002 | Ladda upp en bild av detta fornminne      |
| Björnlunda 286:1                     | Stensättning                     |              | Björnlunda, Södermanland |       | 59.066104, 17.118047 | 10031202860001 | Ladda upp en bild av detta fornminne      |
| Björnlunda 288:1                     | Hällristning                     |              | Björnlunda, Södermanland |       | 59.065626, 17.147982 | 10031202880001 | Ladda upp en bild av detta fornminne      |
| Björnlunda 303:1                     | Hällristning                     |              | Björnlunda, Södermanland |       | 59.065536, 17.147257 | 10031203030001 | Ladda upp en bild av detta fornminne      |
| Björnlunda 303:2                     | Hällristning                     |              | Björnlunda, Södermanland |       | 59.065460, 17.147269 | 10031203030002 | Ladda upp en bild av detta fornminne      |
| Björnlunda 303:3                     | Hällristning                     |              | Björnlunda, Södermanland |       | 59.065384, 17.147392 | 10031203030003 | Ladda upp en bild av detta fornminne      |
| Björnlunda 303:4                     | Hällristning                     |              | Björnlunda, Södermanland |       | 59.065316, 17.147428 | 10031203030004 | Ladda upp en bild av detta fornminne      |
| Björnlunda 303:5                     | Hällristning                     |              | Björnlunda, Södermanland |       | 59.065293, 17.147654 | 10031203030005 | Ladda upp en bild av detta fornminne      |
| Björnlunda 309:1                     | Stensättning                     |              | Björnlunda, Södermanland |       | 59.033181, 17.196192 | 10031203090001 | Ladda upp en bild av detta fornminne      |
| Björnlunda 311:1                     | Stensättning                     |              | Björnlunda, Södermanland |       | 59.035590, 17.207334 | 10031203110001 | Ladda upp en bild av detta fornminne      |
| Björnlunda 320:1                     | Hällristning                     |              | Björnlunda, Södermanland |       | 59.065113, 17.150473 | 10031203200001 | Ladda upp en bild av detta fornminne      |
| Björnlunda 321:1                     | Hällristning                     |              | Björnlunda, Södermanland |       | 59.065616, 17.147150 | 10031203210001 | Ladda upp en bild av detta fornminne      |
| Björnlunda 322:1                     | Hällristning                     |              | Björnlunda, Södermanland |       | 59.065078, 17.147510 | 10031203220001 | Ladda upp en bild av detta fornminne      |
| Björnlunda 323:1                     | Hällristning                     |              | Björnlunda, Södermanland |       | 59.064839, 17.147345 | 10031203230001 | Ladda upp en bild av detta fornminne      |
| Björnlunda 324:1                     | Hällristning                     |              | Björnlunda, Södermanland |       | 59.064637, 17.147447 | 10031203240001 | Ladda upp en bild av detta fornminne      |
| Björnlunda 325:1                     | Hällristning                     |              | Björnlunda, Södermanland |       | 59.065358, 17.143177 | 10031203250001 | Ladda upp en bild av detta fornminne      |
| Björnlunda 326:1                     | Hällristning                     |              | Björnlunda, Södermanland |       | 59.065691, 17.143840 | 10031203260001 | Ladda upp en bild av detta fornminne      |
| Björnlunda 327:1                     | Hällristning                     |              | Björnlunda, Södermanland |       | 59.065720, 17.146077 | 10031203270001 | Ladda upp en bild av detta fornminne      |
| Björnlunda 328:1                     | Hällristning                     |              | Björnlunda, Södermanland |       | 59.064286, 17.143221 | 10031203280001 | Ladda upp en bild av detta fornminne      |
| Björnlunda 329:1                     | Hällristning                     |              | Björnlunda, Södermanland |       | 59.064054, 17.143021 | 10031203290001 | Ladda upp en bild av detta fornminne      |
| Björnlunda 330:1                     | Hällristning                     |              | Björnlunda, Södermanland |       | 59.064172, 17.141598 | 10031203300001 | Ladda upp en bild av detta fornminne      |
| Björnlunda 334:1                     | Röse                             |              | Björnlunda, Södermanland |       | 59.078297, 17.047965 | 10031203340001 | Ladda upp en bild av detta fornminne      |
| Björnlunda 334:2                     | Röse                             |              | Björnlunda, Södermanland |       | 59.078216, 17.048088 | 10031203340002 | Ladda upp en bild av detta fornminne      |
| Lilla Brunnsätter (Björnlunda 335:1) | Lägenhetsbebyggelse              |              | Björnlunda, Södermanland |       | 59.080026, 17.061175 | 10031203350001 | Ladda upp en bild av detta fornminne      |
| Stora Brunnsätter (Björnlunda 336:1) | Lägenhetsbebyggelse              |              | Björnlunda, Södermanland |       | 59.080256, 17.069226 | 10031203360001 | Ladda upp en bild av detta fornminne      |
| Björnlunda 337:1                     | Stensättning                     |              | Björnlunda, Södermanland |       | 59.054689, 17.021512 | 10031203370001 | Ladda upp en bild av detta fornminne      |
| Björnlunda 337:2                     | Stensättning                     |              | Björnlunda, Södermanland |       | 59.054557, 17.021486 | 10031203370002 | Ladda upp en bild av detta fornminne      |
| Björnlunda 340                       | Hällristning                     |              | Björnlunda, Södermanland |       | 59.098011, 17.117425 | 12000000065949 | Ladda upp en bild av detta fornminne      |
| Björnlunda 342                       | Hällristning                     |              | Björnlunda, Södermanland |       | 59.096037, 17.108175 | 12000000130104 | Ladda upp en bild av detta fornminne      |